# Ascidia involuta
Ascidia involuta is een zakpijpensoort uit de familie van de Ascidiidae. De wetenschappelijke naam van de soort is voor het eerst geldig gepubliceerd in 1875 door Heller.